# Husaria Szczecin
Husaria Szczecin – były polski zespół futbolu amerykańskiego założony w 2005 roku z siedzibą w Szczecinie, członek PZFA.
Dwukrotny Mistrz PLFA I w latach 2013 oraz 2014, które to sukcesy osiągał pod wodzą legendarnego trenera Olafa Wernera. W 2019 Husaria Szczecin, połączyła się z Cougars Szczecin. W wyniku fuzji powstał klub Armada Szczecin, który został rozwiązany w 2021 roku.

## Historia klubu

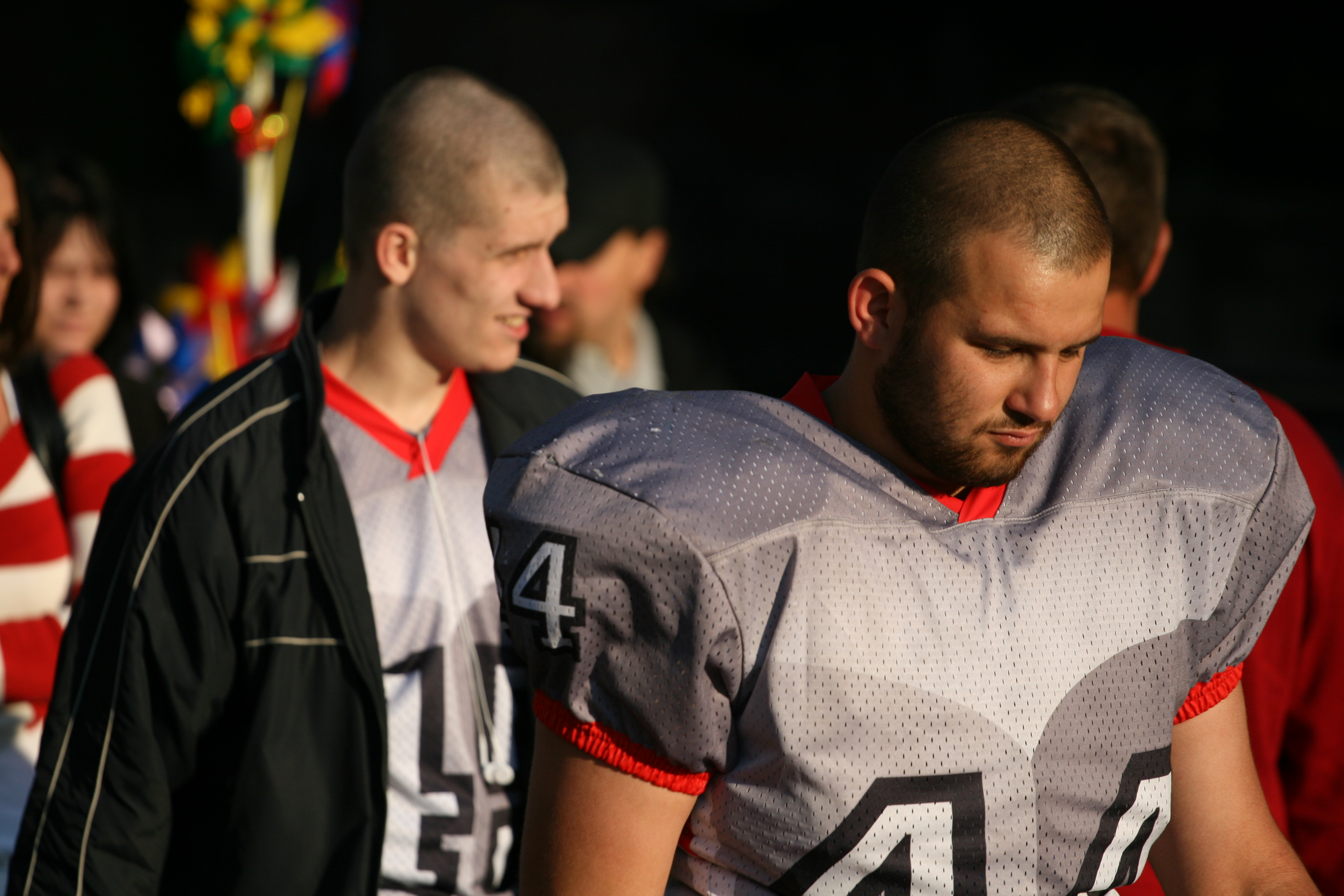
Dwóch graczy, 2008

Szczeciński klub futbolu amerykańskiego Husaria istnieje od listopada 2005 roku.
Pierwszy mecz towarzyski Husaria rozegrała z drużyną Devils Wrocław 1 lipca 2006 w Szczecinie. 27 sierpnia 2006 Husaria wzięła udział w Turnieju FA w Poznaniu.
Od stycznia 2007 r. drużyna dysponuje pełnym uzbrojeniem. W sezonie 2007 przystąpiła do Polskiej Ligi Futbolu Amerykańskiego. 15 kwietnia 2007 – Pierwszy mecz w ramach PLFA szczecińska drużyna rozegrała 15 kwietnia 2007 w Sopocie mierząc się z tamtejszymi Pomorze Seahawks.
Od przystąpienia do PLFA Husaria była nieprzerwanie uczestnikiem pierwszoligowych zmagań. Problemy kadrowe spowodowały, że drużyna musiała przerwać sezon 2010 i wycofać się z rozgrywek. Szybko przeprowadzona rekrutacja połączona ze staraniami managementu i sztabu szkoleniowego sprawiły jednak, że husarze wrócili na boiska PLFA już roku później – w sezonie 2011. Z powodu wspomnianego wycofania we wcześniejszym sezonie, szczeciński team został jednak zdegradowany do drugiej ligi. Sezon zasadniczy 2011 Husaria zakończyła na 3. miejscu z bilansem 4-2, awansując do rundy dzikich kart.
Sezon 2012 Szczecińska Husaria ukończyła z bilansem 2-4, nie awansując do playoff's. Niemniej jednak warto podkreślić fakt, że oba zwycięstwa zostały odniesione nad najmocniejsza ekipa Dywizji Północnej – Warsaw Spartans.

## Wyniki sportowe
W sezonie 2007 klub zajął 2. miejsce w Dywizji Północnej PLFA.
W sezonie 2008 Husaria zajęła 5. miejsce.
W sezonie 2009 drużyna zakończyła rozgrywki na miejscu 6.
W sezonie 2010 klub wycofał się z rozgrywek po rozegraniu dwóch meczów z powodu problemów kadrowych.
W sezonie 2011 Husaria zajęła 3. miejsce w Grupie Północnej PLFA II i awansowała do rundy dzikich kart.
W sezonie 2012 Husaria zajęła 3. miejsce w Grupie Północnej PLFA I i nie awansowała do playoff's.
W sezonie 2013 Husaria zdobyła Mistrzostwo PLFA I.
W sezonie 2014 Husaria ponownie zdobyła Mistrzostwo PLFA I.
W sezonie 2015 awans do PLFA Topliga oraz zajęcie 5. miejsca na koniec rozgrywek PLFA Topligi.
W sezonie 2016 zajęcie 5. miejsca na koniec rozgrywek PLFA Topligi.
W sezonie 2017 zajęcie 6. miejsca na koniec rozgrywek PLFA Topligi oraz zdobycie mistrzostwa PLFA 8.

## Władze Klubu
- Prezes – Roman Łakomiak
- Wiceprezes – Mateusz Dubicki